# 东乡县 (四川省)
东乡县，中国古旧县名。
西魏时置，治所在今四川省宣汉县东北中后二江之间。元朝时省，明朝复置，移今宣汉县治，属四川省绥定府。因与江西省东乡县重名，民国三年（1914年）改宣汉县。